# Liste der Kulturdenkmäler in Trechtingshausen
In der Liste der Kulturdenkmäler in Trechtingshausen sind alle Kulturdenkmäler der rheinland-pfälzischen Ortsgemeinde Trechtingshausen aufgeführt. Grundlage ist die Denkmalliste des Landes Rheinland-Pfalz (Stand: 3. April 2024).

## Denkmalzonen
| Bezeichnung                                | Lage | Baujahr         | Beschreibung | Bild                           |
| ------------------------------------------ | --- | --------------- | --- | ------------------------------ |
| Denkmalzone Ortsbefestigung                | im Nordosten zwischen der Straße Am Turm und Rheinstraße, fast der gesamte Abschnitt zwischen der Straße Am Turm und Mainzer Straße, im Südwesten zwischen An der Ringmauer 2 und Mainzer Straße 35 Lage | um 1300         | eine der am besten bewahrten spätmittelalterlichen Fleckenbefestigungen am Oberen Mittelrhein mit Mauerabschnitten und Toren der Ringmauer mit ehemals vorgelagertem Graben, um 1300 (?): Reste von „Oberem Tor“, „Niederborner Tor“, „Viehwegtor“, „Neuwegtor“ und „Lohkauttor“, spätgotischer Ringmauereckturm sowie Überrest eines halbrunden Schalenturms | Fotos hochladen                |
| Denkmalzone Burg Reichenstein              | südlich des Ortes auf einem Bergsporn Lage | 11. Jahrhundert | im 11. Jahrhundert (?) gegründet, 1253 zerstört, nach Wiederherstellung 1282 erneut zerstört, seit Anfang des 17. Jahrhunderts verfallen, ab 1802 Privatbesitz, 1898 bis 1903 neugotischer Ausbau durch Nikolaus Kirsch-Puricelli (Rheinböllerhütte) nach Plänen von Georg Strebel, Regensburg; von der mittelalterlichen Höhenburg, bald nach 1282 bzw. 1344, vor allem Teil der Schildmauer mit Ecktürmchen, Halsgraben und doppelte Ringmauer erhalten; der vom Geist der Rheinromantik getragene historistische Ausbau mit dreigeschossigem Hauptgebäude, Burgkapelle, Vorburg, Belvedereturm; späthistoristische Ausstattung vollständig erhalten | weitere Bilder Fotos hochladen |
| Denkmalzone Burg Rheinstein                | südlich des Ortes am Steilabfall des Binger Waldes zum Rheintal Lage | 14. Jahrhundert | Hangburg; unter Erzbischof Peter von Aspelt (1306–1320) gegründet, 1825–29 Wiederaufbau der Ruine im Sinne der Romantik unter weitgehender Verwendung mittelalterlicher Substanz, Architekt Johann Claudius von Lassaulx, Koblenz, unter Mitwirkung von Karl Friedrich Schinkel, ab 1827 Wilhelm Kuhn, Koblenz, beteiligt, seit 1976 umfassende Instandsetzung; neugotische Kapelle, 1839–44, Architekt Philipp Hoffmann, Wiesbaden; die gotische Wohnturmanlage (Palas/Bergfried) 1825/29 erhöht | weitere Bilder Fotos hochladen |
| Denkmalzone Katholische St. Clemenskapelle | südlich des Ortes unterhalb der Burg Reichenstein Lage | 1230er Jahre    | malerisches Ensemble aus dreischiffiger spätromanischer Basilika (1230er Jahre), spätgotischer St. Michaelskapelle (erste Hälfte des 16. Jahrhunderts) und Kirchhof mit originaler Einfriedung von 1828 mit Grabsteinen ab dem 16. Jahrhundert, gusseisernen Grabkreuzen des 19. Jahrhunderts und Kriegerdenkmal 1939/45 von 1957 | weitere Bilder Fotos hochladen |

## Einzeldenkmäler
| Bezeichnung                         | Lage                                                        | Baujahr                         | Beschreibung | Bild                           |
| ----------------------------------- | ----------------------------------------------------------- | ------------------------------- | --- | ------------------------------ |
| Villa                               | Bahnhofstraße 2 Lage                                        | 1905                            | repräsentative späthistoristische Bruchstein-Villa, Renaissancemotive, bezeichnet 1905 | Fotos hochladen                |
| Schulhaus                           | Burgweg 7 Lage                                              | 1909–11                         | zweiteiliger Putzbau im Heimatstil, 1909–11, Architekt Friedrich Danzenbächer, St. Goar, Erweiterung 1927/28 | Fotos hochladen                |
| Wohnhaus                            | Kirchgasse 1 Lage                                           | 1667                            | Fachwerkhaus, verputzt, bezeichnet 1667; platzbildprägend | Fotos hochladen                |
| Heimatmuseum                        | Kirchgasse 4 Lage                                           | 1763–65                         | ehemaliges Schul- und Rathaus; spätbarocker Krüppelwalmdachbau, teilweise Fachwerk, verputzt, 1763–65 | Fotos hochladen                |
| Katholische Pfarrkirche St. Clemens | Kirchgasse 7 Lage                                           | 1922/23                         | kreuzförmiger Putzbau, 1922/23, Architekt Joseph Mockenhaupt, Mayen; romanischer Turm, Aufstockung im 18. Jahrhundert | Fotos hochladen                |
| Hofanlage                           | Kirchgasse 10 Lage                                          | 17. bis 19. Jahrhundert         | ehemaliger katholischer Pfarrhof; Hofanlage, 17. bis 19. Jahrhundert; Fachwerkhaus, teilweise massiv, um 1664 | Fotos hochladen                |
| Wohnhaus                            | Römerstraße 16 Lage                                         | 1913/14                         | ehemaliges katholisches Pfarrhaus; villenartiger Heimatstilbau, 1913/14, Architekt Franz Tölg, Bingen | Fotos hochladen                |
| Rathaus                             | Römerstraße 24 Lage                                         | 1923                            | stattlicher Heimatschutzstilbau, 1923; platzbildprägend | Fotos hochladen                |
| Wohnhaus                            | Römerstraße 27 Lage                                         | 1756                            | ehemaliges katholisches Pfarrhaus, eingeschossiger spätbarocker Mansardwalmdachbau, 1756 | Fotos hochladen                |
| Gasthaus „Zum roten Löwen“          | Römerstraße 33 Lage                                         | 17. oder frühen 18. Jahrhundert | ehemaliges Gasthaus „Zum roten Löwen“; barockes Fachwerkhaus, verputzt, wohl aus dem 17. oder frühen 18. Jahrhundert | Fotos hochladen                |
| Türblatt                            | Römerstraße, an Nr. 42 Lage                                 | Anfang des 19. Jahrhunderts     | Türblatt, nachbarock, wohl vom Anfang des 19. Jahrhunderts | Fotos hochladen                |
| Hochwassermarken                    | Römerstraße, an der Bahnunterführung Lage                   | ab 1882                         | vier Gusseisenplatten 1882, 1928, 1956 und 1988 | Fotos hochladen                |
| Schweizerhaus                       | südlich des Ortes und südwestlich der Burg Rheinstein Lage  | 1842–44                         | reich verzierter Blockbau im Schweizer Stil, 1842–44; spätgotischer Torbogen und Mauerreste | weitere Bilder Fotos hochladen |
| Billhardtstein                      | südlich des Ortes und nordwestlich des Schweizerhauses Lage | 1831–35                         | neugotischer Sandsteinpfeiler, 1831–35. Inschrift: „Friedrich Prinz von Preußen kaufte den Faitzberger Hof im Jahre 1830. Revierförster Billhardt aus Bingen legte diese 50 Morgen Eichen durch Saat und Pflanzungen an in den Jahren 1831-1835.“ | weitere Bilder Fotos hochladen |